# Malaxidinae
De Malaxidinae vormen een subtribus van de Malaxideae, een tribus van de orchideeënfamilie (Orchidaceae).
De naam is afgeleid van het geslacht Malaxis.
De subtribus omvat ten minste zeven en mogelijk zestien geslachten voornamelijk terrestrische orchideeën uit het Palearctisch gebied.

## Taxonomie
De tribus Malaxideae werd in 1995 door Szlachetko onderverdeeld in twee subtribi, Oberoniinae en Malaxidinae. Deze laatste omvat ten minste acht geslachten:
- Geslachten:
  - Alatiliparis  - Crepidium  - Crossoglossa  - Dienia  - Disticholiparis  - Hammarbya  - Liparis  - Malaxis  - Oberonioides  - Orestias  - Pseudoliparis  - Risleya  - Saurolophorkis  - Seidenfia  - Seidenforchis  - Stichorkis  - Tamayorkis